# Frank Chin

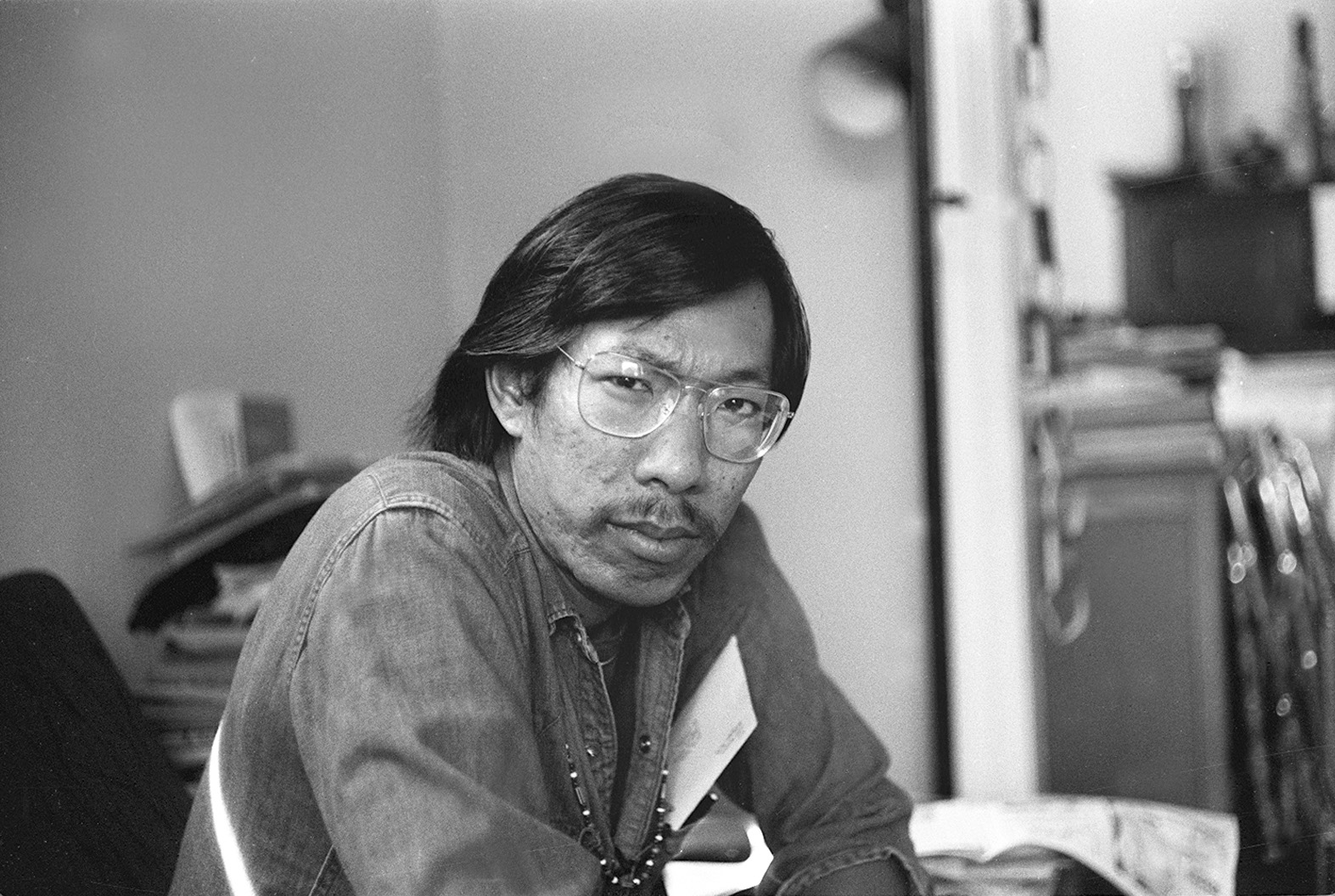
Frank Chin im Jahr 1975

Frank Chin (chinesisch: 趙健秀, Zhào Jiànxiù; * 25. Februar 1940 in Berkeley, Kalifornien) ist ein chinesisch-amerikanischer Schriftsteller.
Chin gilt als Pionier des chinesisch-amerikanischen Theaters. 1974 war er der erste asiatisch-amerikanische Dramatiker, der eine Arbeit an einer bedeutenden Bühne in New York City aufführte. Darüber hinaus trat er als Herausgeber hervor und schrieb Erzählungen, Romane und Essays.

## Leben und Werk
Chin ist in Berkeley geboren, wuchs in Oakland auf und studierte bis 1965 an der University of California, Santa Barbara. Nach eigener Auskunft war er anschließend der erste chinesisch-amerikanische Bremser in der Geschichte der Southern Pacific Railroad, eine Erfahrung, die er später in seinem literarischen Werk wiederholt verarbeitet hat. 1970 ging er als Arbeiter nach Maui, Hawaii.
Anlässlich eines Schreibwettbewerbs der East West Players in Los Angeles schrieb Chin, der bis dahin keine schriftstellerische Laufbahn geplant hatte, innerhalb von sechs Wochen sein erstes Bühnenstück, The Chickencoop Chinaman, gewann den Wettbewerb und ging zurück aufs Festland. Dort schrieb er sein zweites Stück, The Year of the Dragon, das 1974 am American Place Theatre in New York uraufgeführt wurde.
Chin ist ein Mitbegründer des Asian American Theatre Workshop in San Francisco, aus dem 1973 die bedeutende Asian American Theater Company entstand.
1974 gab Chin gemeinsam mit Jefferey P. Chan und Lawson Fusao Inada den Band Aiiieeeee! An Anthology of Asian-American Writing heraus, der der asiatisch-amerikanischen Literatur mit einem Schlag eine öffentliche Sichtbarkeit verschaffte, die sie bis dahin nicht ansatzweise besessen hatte. Chan gilt seitdem als „Pate der modernen chinesisch-amerikanischen Literatur“. 1991 folgte ein weiterer Band, The Big Aiiieeeee!
Nach den Bühnenstücken wandte Chin sich der Prosa zu und veröffentlichte 1988 unter dem Titel The Chinaman Pacific and Frisco R. R. Co. eine Sammlung von acht Kurzgeschichten. Die Before Columbus Foundation zeichnete das Buch mit ihrem American Book Award aus. In den frühen 1990er Jahren begann Chin, Romane zu schreiben. 1991 wurde Donald Duk veröffentlicht, 1994 folgte Gunga Din Highway. Diese Arbeiten sind sowohl von dem afroamerikanischen Schriftsteller Ishmael Reed als auch von chinesischen Autoren wie Luo Guanzhong und Shi Naian beeinflusst.
Themen, mit dem Chin sich immer wieder beschäftigt hat, sind die traditionellen chinesischen Volkssagen, aber auch die in den USA verbreiteten Asiaten-Stereotype. Chin hat wiederholt asiatisch-amerikanische Schriftstellerkollegen kritisiert, wenn die seiner Auffassung nach asiatische Stereotype und die Missinterpretation chinesischer Volkssagen gefördert haben. Besonderes Aufsehen erregte 1991 seine Kritik an Maxine Hong Kingston. Aus denselben Gründen ist er seit jeher auch ein Kritiker von Amy Tan und David Henry Hwang.
2000 erhielt Chin einen zweiten American Book Award für sein Lebenswerk. Er lebt in Los Angeles.

## Werke
- Food for All His Dead. In: Richard Kostelanetz (Hrsg.): The Young American Writers (1967)
- Goong Hoi Fat Choi. In: Ishmael Reed (Hrsg.): 19 Necromancers from Now (1970)
- The Chickencoop Chinaman (1971), Schauspiel[5]
- The Year of the Dragon (1974), Schauspiel[5] (1975 von Portman Paget als Fernsehfilm adaptiert)[6]
- mit Ishmael Reed: Yardbird Reader Volume 3 (1974), Mitherausgeber, Beitragender
- mit Jefferey Paul Chan, Lawson Fusao Inada: Aiiieeeee: An Anthology of Asian American Writers (1974), Mitherausgeber, Beitragender
- The Chinaman Pacific and Frisco R.R. Co (1988), Erzählungen[7]
- Donald Duk (1991), Roman
- mit Jefferey Paul Chan, Lawson Fusao Inada, Shawn Wong: The Big AIIIEEEEE!: An Anthology of Chinese American and Japanese American Literature (1991), Mitherausgeber, Beitragender
- The Only Real Day. In: The Before Columbus Foundation Fiction Anthology, Selections from the American Book Awards 1980–1990 (1992)
- Gunga Din Highway (1994), Roman[8]
- Yes, Young Daddy. In: Mary Frosch (Hrsg.): Coming of Age in America (1994)
- Bulletproof Buddhists and Other Essays (1998), Essays[9]
- Born in the USA: A Story of Japanese America, 1889–1947 (2002), Roman[10]

## Dokumentarfilm über Frank Chin
- What’s Wrong With Frank Chin? (USA 2005, Regie: Curtis Choy)[11]